# Гералд Ваненбург
Гералд Ваненбург (нід. Gerald Vanenburg, нар. 5 березня 1964, Утрехт) — нідерландський футболіст, що грав на позиції півзахисника. По завершенні ігрової кар'єри — футбольний тренер.
Виступав, зокрема, за клуби «Аякс» та ПСВ, а також національну збірну Нідерландів.
Восьмиразовий чемпіон Нідерландів. П'ятиразовий володар Кубка Нідерландів. Володар Суперкубка Нідерландів. Володар Кубка чемпіонів УЄФА. У складі збірної — чемпіон Європи.

## Клубна кар'єра
Розпочав займатись футболом граючи в рідному Утрехті за аматорські «Стерренвейк» і «Елінквейк». У 1980 році скаути столичного «Аякса» зщапросили Ваненбурга до себе і дуже високо оцінювали його перспективи, відводячи на другий план навіть земляка Марко ван Бастена.

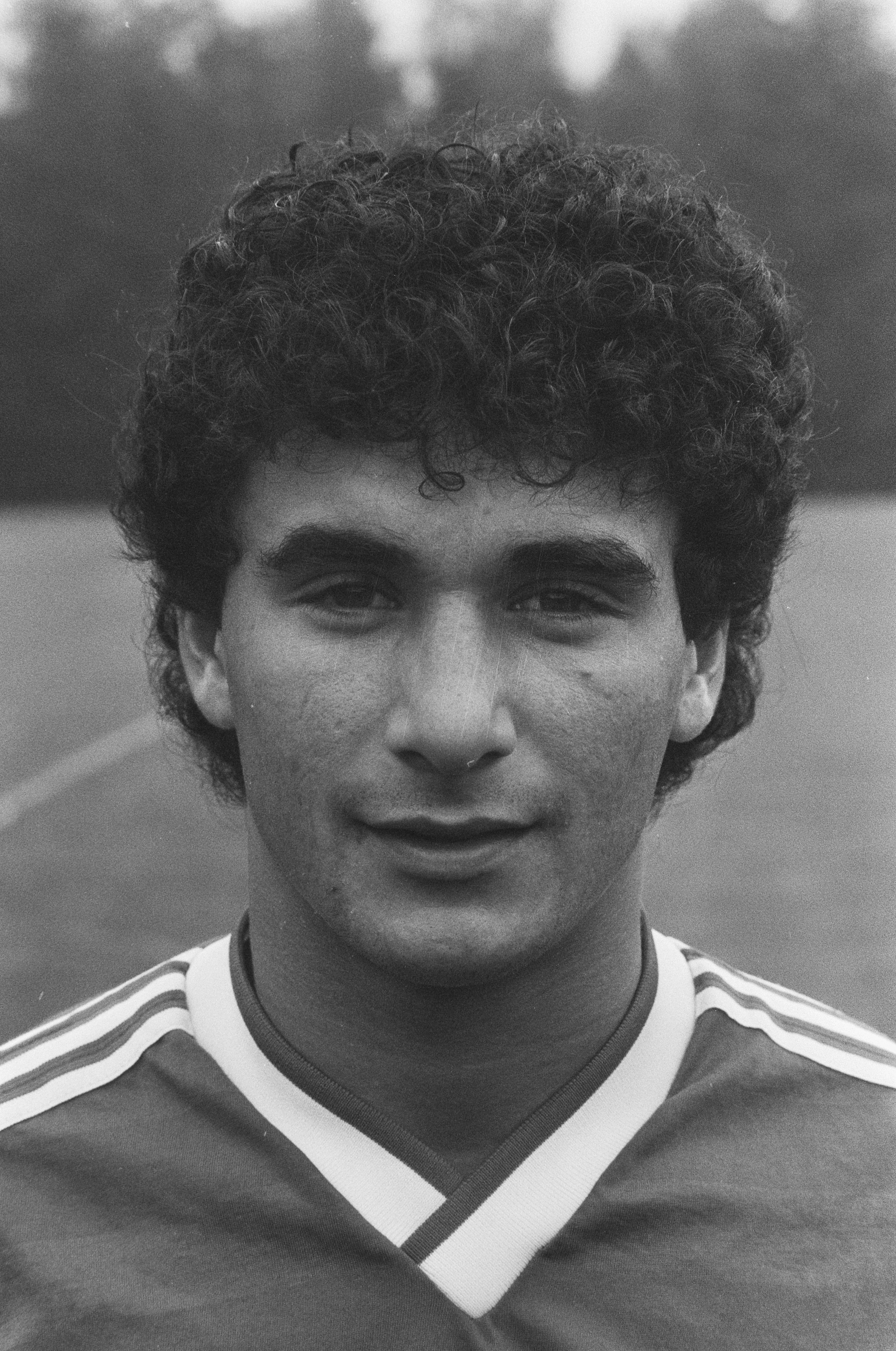
Гералд Ваненбург у 1987 році

У дорослому футболі дебютував 1980 року виступами за основну команду «Аякса», в якій провів шість сезонів, взявши участь у 173 матчах чемпіонату. Більшість часу, проведеного у складі «Аякса», був основним гравцем команди і одним з головних бомбардирів команди, маючи середню результативність на рівні 0,37 голу за гру першості. За цей час тричі виборював титул чемпіона Нідерландів та двічі ставав володарем Кубка Нідерландів.
1986 року через конфлікт з партнером по команді Йорді Кройфом змушений був покинути клуб і перейшов у ПСВ, куди його запросив Гус Гіддінк. Кінець 1980-х років увійшов в історію ПСВ як «золотий період», під час якого команда виграла чемпіонат, кубок та суперкубок країни, а також Кубок європейських чемпіонів. Поки «Аякс», одним за іншим змінюючи тренерів, намагався повернути собі звання короля, Ваненбург обжився в Ейндговені і швидко закріпив за собою місце в основному складі «селян», будучи найбільш креативним гравцем півзахисту. В тому числі і його вдалі передачі допомогли ейндговенцям дійти до фіналу КЄЧ-1988, де в серії пенальті була подолана португальська «Бенфіка». Всі гравці голландської команди, в тому числі і Ваненбург, свої пенальті забили, а у португальців не реалізував свій удар Антоніу Велозу і приніс Гералду і його команді цей трофей.
Всього Ваненбург відіграв за команду з Ейндговена сім сезонів своєї ігрової кар'єри. За цей час крім перемоги у Кубку чемпіонів УЄФА, додав до переліку своїх трофеїв ще п'ять титулів чемпіона Нідерландів, знову ставав володарем Кубка Нідерландів (тричі), а також володарем Суперкубка Нідерландів.
1993 року Ваненбург, незважаючи на довічний контракт з ПСВ, вирішив покинути Ейндговен, і відправився в японський клуб «Джубіло Івата», де провів чотири роки. Після цього було нетривале повернення в рідний «Утрехт» і сезон 1997/98 в складі французького «Канна».
Завершив професійну ігрову кар'єру у клубі німецької Бундесліги «Мюнхен 1860», за команду якого виступав протягом 1998—2000 років.

## Виступи за збірну
14 квітня 1982 року дебютував в офіційних матчах у складі національної збірної Нідерландів в товариській грі проти збірної Греції (1:0).
У складі збірної був учасником чемпіонату Європи 1988 року у ФРН, зігравши на турнірі в усіх матчах і здобувши того року титул континентального чемпіона. Граючи на турнірі поряд з такими майстрами, як Франк Райкард, Руд Гулліт і Марко ван Бастен, саме «Вимпел» (прізвисько Ваненбурга) в тріумфальному 1988 році став Гравцем року в Нідерландах. 
Через два роки взяв участь у чемпіонаті світу 1990 року в Італії, але зіграв лише 45 хвилин в матчі групового етапу проти Єгипту (1:1).
Останній матч у футболці збірної провів 14 жовтня 1992 року у Роттердамі у кваліфікації до ЧС-1994 проти збірної Польщі (2:2). Всього протягом кар'єри у національній команді, яка тривала 11 років, провів у формі головної команди країни 42 матчі, забивши 1 гол.

## Кар'єра тренера
Відразу по завершенні ігрової кар'єри повернувся до ПСВ, де працював тренером молодіжної команди до 2005 року з невеликою перервою на роботу з клубом «Мюнхен 1860». Очоливши мюнхенський клуб у квітні 2004 року, він не врятував команду від вильоту з Бундесліги, після чого повернувся в «молодіжку» ПСВ.
В 2006–2007 роках очолював клубу «Гелмонд Спорт» з Еерстедивізі, після чого 2008 року недовго очолював інший клуб з цього дивізіону «Ейндговен» та був асистентом у клубі «Віллем II».

## Статистика

### Клубна
| Чемпіонат  | Чемпіонат       | Чемпіонат               | Ліга | Ліга                              | Кубок             | Кубок             | Кубок ліги           | Кубок ліги           | Всього | Всього |
| Сезон      | Клуб            | Ліга                    | Ігри | Голи                              | Ігри              | Голи              | Ігри                 | Голи                 | Ігри   | Голи   |
| Нідерланди | Нідерланди      | Нідерланди              | Ліга | Ліга                              | Кубок Нідерландів | Кубок Нідерландів | Кубок Ліги           | Кубок Ліги           | Всього | Всього |
| ---------- | --------------- | ----------------------- | ---- | --------------------------------- | ----------------- | ----------------- | -------------------- | -------------------- | ------ | ------ |
| 1980/81    | «Аякс»          | Ередивізі               | 11   | 3                                 |                   |                   |                      |                      | 11     | 3      |
| 1981/82    | «Аякс»          | Ередивізі               | 32   | 13                                |                   |                   |                      |                      | 32     | 13     |
| 1982/83    | «Аякс»          | Ередивізі               | 33   | 17                                |                   |                   |                      |                      | 33     | 17     |
| 1983/84    | «Аякс»          | Ередивізі               | 34   | 7                                 |                   |                   |                      |                      | 34     | 7      |
| 1984/85    | «Аякс»          | Ередивізі               | 29   | 12                                |                   |                   |                      |                      | 29     | 12     |
| 1985/86    | «Аякс»          | Ередивізі               | 34   | 12                                |                   |                   |                      |                      | 34     | 12     |
| 1986/87    | ПСВ             | Ередивізі               | 34   | 9                                 |                   |                   |                      |                      | 34     | 9      |
| 1987/88    | ПСВ             | Ередивізі               | 34   | 1                                 |                   |                   |                      |                      | 34     | 1      |
| 1988/89    | ПСВ             | Ередивізі               | 34   | 10                                |                   |                   |                      |                      | 34     | 10     |
| 1989/90    | ПСВ             | Ередивізі               | 21   | 6                                 |                   |                   |                      |                      | 21     | 6      |
| 1990/91    | ПСВ             | Ередивізі               | 29   | 11                                |                   |                   |                      |                      | 29     | 11     |
| 1991/92    | ПСВ             | Ередивізі               | 19   | 7                                 |                   |                   |                      |                      | 19     | 7      |
| 1992/93    | ПСВ             | Ередивізі               | 28   | 4                                 |                   |                   |                      |                      | 28     | 4      |
| Японія     | Японія          | Японія                  | Ліга | Ліга                              | Кубок Імператора  | Кубок Імператора  | Кубок Джей-ліги      | Кубок Джей-ліги      | Всього | Всього |
| 1993       | «Ямаха Моторс»  | Японська футбольна ліга | 0    | 0                                 | 1                 | 0                 | 4                    | 2                    | 5      | 2      |
| 1994       | «Джубіло Івата» | Джей-ліга               | 43   | 8                                 | 1                 | 0                 | 4                    | 0                    | 48     | 8      |
| 1995       | «Джубіло Івата» | Джей-ліга               | 21   | 1                                 | 2                 | 1                 | -                    | -                    | 23     | 2      |
| 1996       | «Джубіло Івата» | Джей-ліга               | 22   | 5                                 | 0                 | 0                 | 12                   | 3                    | 34     | 8      |
| Нідерланди | Нідерланди      | Нідерланди              | Ліга | Ліга                              | Кубок Нідерландів | Кубок Нідерландів | Кубок Ліги           | Кубок Ліги           | Всього | Всього |
| 1996/97    | «Утрехт»        | Ередивізі               | 9    | 2                                 |                   |                   |                      |                      | 9      | 2      |
| Франція    | Франція         | Франція                 | Ліга | Ліга                              | Кубок Франції     | Кубок Франції     | Кубок Ліги           | Кубок Ліги           | Всього | Всього |
| 1997/98    | «Канн»          | Дивізіон 1              | 26   | 6                                 |                   |                   |                      |                      | 26     | 6      |
| Німеччина  | Німеччина       | Німеччина               | Ліга | Ліга                              | Кубок Німеччини   | Кубок Німеччини   | Кубок німецької ліги | Кубок німецької ліги | Всього | Всього |
| 1998/99    | «Мюнхен 1860»   | Бундесліга              | 27   | 2                                 |                   |                   |                      |                      | 27     | 2      |
| 1999/00    | «Мюнхен 1860»   | Бундесліга              | 15   | 0                                 |                   |                   |                      |                      | 15     | 0      |
| Країна     | Нідерланди      | Нідерланди              | 381  | 114\|\|\|\|\|\|\|\|\|\|381\|\|114 |                   |                   |                      |                      |        |        |
| Країна     | Японія          | Японія                  | 86   | 14                                | 4                 | 1                 | 20                   | 5                    | 110    | 20     |
| Країна     | Франція         | Франція                 | 26   | 6\|\|\|\|\|\|\|\|\|\|26\|\|6      |                   |                   |                      |                      |        |        |
| Країна     | Німеччина       | Німеччина               | 42   | 2\|\|\|\|\|\|\|\|\|\|42\|\|2      |                   |                   |                      |                      |        |        |
| Всього     | Всього          | Всього                  | 535  | 136                               | 4                 | 1                 | 20                   | 5                    | 559    | 142    |

### Збірна

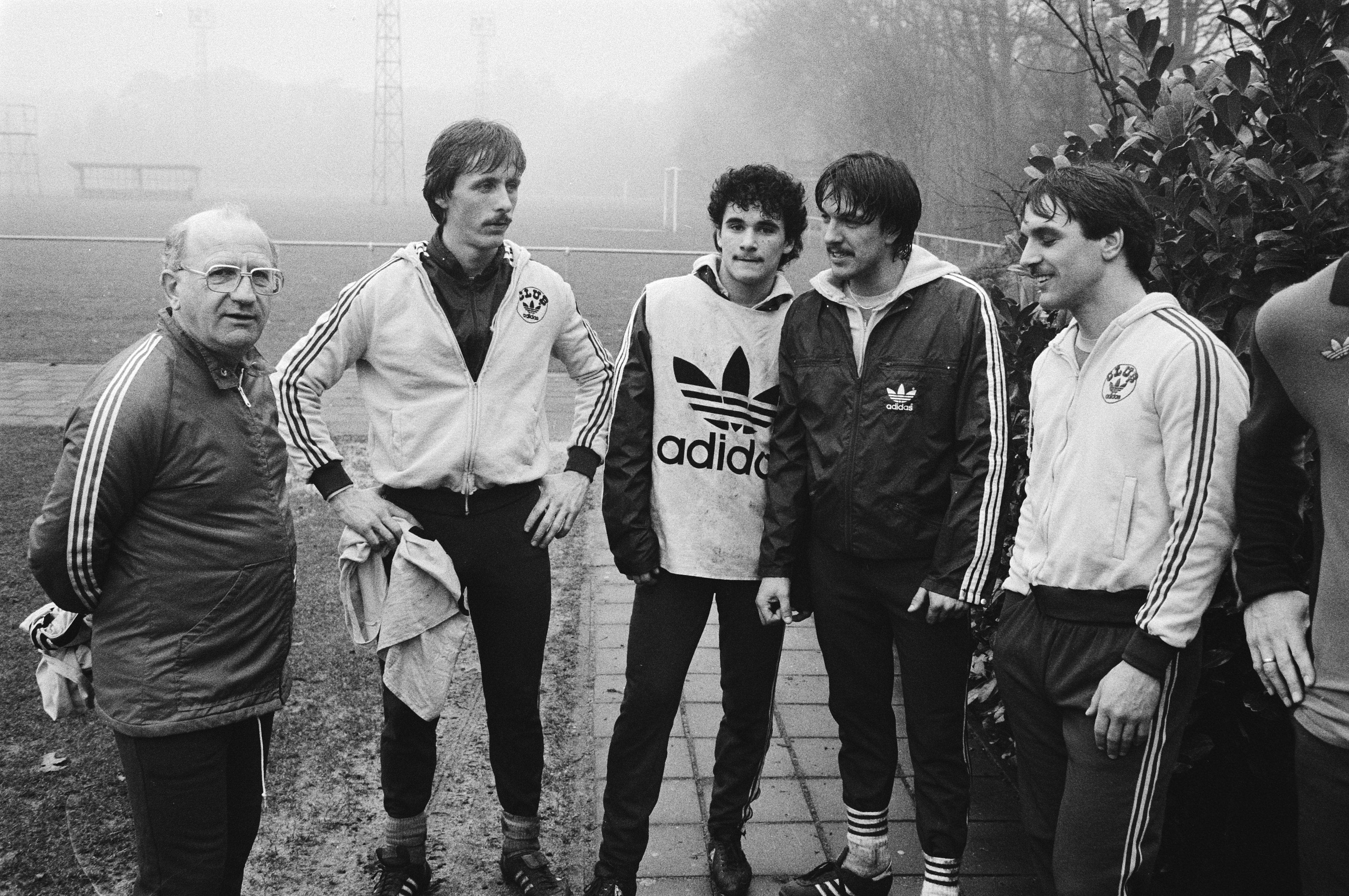
Гералд Ваненбург (в центрі) разом з партнерами на тренуванні збірної Нідерландів. 25 січня 1983 року.

| Збірна Нідерландів | Збірна Нідерландів | Збірна Нідерландів |
| Роки               | Ігри               | Голи               |
| ------------------ | ------------------ | ------------------ |
| 1982               | 4                  | 0                  |
| 1983               | 5                  | 1                  |
| 1984               | 0                  | 0                  |
| 1985               | 0                  | 0                  |
| 1986               | 4                  | 0                  |
| 1987               | 7                  | 0                  |
| 1988               | 10                 | 0                  |
| 1989               | 4                  | 0                  |
| 1990               | 6                  | 0                  |
| 1991               | 1                  | 0                  |
| 1992               | 1                  | 0                  |
| Всього             | 42                 | 1                  |

## Титули і досягнення

### Командні
- Чемпіон Нідерландів (8):

«Аякс»: 1981–82, 1982–83, 1984–85
ПСВ: 1985–86, 1986–87, 1987–88, 1988–89, 1990–91, 1991–92
- Володар Кубка Нідерландів (5):

«Аякс»: 1982–83, 1985–86
ПСВ: 1987–88, 1988–89, 1989–90
- Володар Суперкубка Нідерландів (1):

ПСВ: 1992
- Володар Кубка європейських чемпіонів (1):

ПСВ: 1987–88
- Чемпіон Європи (1):

Нідерланди: 1988

### Особисті
- Футболіст року в Нідерландах: 1988, 1989